# Indrek Allmann
Indrek Allmann (né le 8 décembre 1972 à Viljandi en Estonie) est un architecte estonien.

## Biographie
De 1987 à 1990 Indrek Allmann étudie à la 4ème école secondaire de Viljandi.
De 1990 à 1999, il étudie au département d'architecture et d'urbanisme de l'Académie estonienne des arts.
De 1995 à 1998, Indrek Allmann travaille au cabinet d’architecte R. Puusepp Stuudio 911.
De 1998 à 2004, il travaille au cabinet d'architecte Kolde Projekt/Kolde Grupp.
Depuis 2004, Indrek Allmann travaille pour le cabinet office Pluss.

## Ouvrages
- Pavillon, Nõmme, 1995
- Pavillon du monastère Tagametsa, Padise, 1999
- Reconstruction du Théâtre estonien, Tallinn, 2000
- Église Saint-Luc de Tartu [2], 16a rue Vallikraavi , Tartu, 2001
- Duplex Lucca, Lucca 2e, commune de Harku, 2002
- Villa R à Nõmme, 2002
- Immeubles résidentiels au 2 rue Õie, Tallinn, 2003
- Hôtel L'Ermitage, 19 rue Toompuietsee, Tallinn, 2003
- Bâtiment commercial et résidentiel, 27 rue Kotzebue, Tallinn, 2004
- Nordic Hotel Forum, 1a rue Narva mnt/2a rue Viru väljak, Tallinn, 2004
- Nordic Hotel Jekaba,	21 rue Jekaba 21, Riga, 2005
- Bâtiment commercial et résidentiel du 2 rue Ujula, Tartu, 2005
- Quartier d'immeubles Veeriku, Tartu (avec Katrin Koit), 2005
- Villa Ž, 15 rue Lumiku, Tallinn, 2005
- Bâtiment commercial et résidentiel Ujula 2, Tartu, 2006
- Bâtiment commercial et résidentiel, Turuplats 1, Rakvere, 2006
- Immeubles résidentiels Tulbi, quartier de Veeriku, Tartu, 2006
- Centre de Randvere, Kibuvitsa 1, Randvere, 2007
- Entrepôts de AS Kauba Ekspress, Peetri, commune de Rae, 2006
- Hôpital régional du Nord de l'Estonie, Bâtiment B, Tallinn, 2007
- Maison PLUSSenergia maja, Kesselaid, 2008
- Talvela, 2009
- Bâtiment commercial et résidentiel des rues Madala et Tuulemaa, Pelguranna, Tallinn, 2010
- Hôtel Marriott, Riga, (avec Joel Kopli), 2010[3]
- Hôpital régional du Nord de l'Estonie, Bâtiment X, 19 rue J. Sütiste, Tallinn[4], 2010